# Comté de Mukinbudin
Le Comté de Mukinbudin est une zone d'administration locale au sud-est de l'Australie-Occidentale en Australie. Le comté est situé à 80 kilomètres au nord de Merredin et à environ 300 kilomètres à l'est de Perth, la capitale de l'État.
Le centre administratif du comté est la ville de Mukinbudin.
Le comté est divisé en un certain nombre de localités:
- Mukinbudin
- Bonnie Rock
- Lake Brown
- Wattoning
- Wilgoyne

Le comté a 9 conseillers locaux et est divisé en 4 circonscriptions.